# San Juan (distrito de Sihuas)
San Juan é um dos dez distrito da província de Sihuas, situada na região de Ancash.

## Transporte
O distrito de San Juan é servido pela seguinte rodovia:
- PE-14C, que liga a cidade de Cashapampa ao distrito de Huari[2][3][4]